# Stanisław Bajszczak
Stanisław Bajszczak ps. Marek, Stary; nazwisko konspiracyjne Jan Adamski (ur. 27 stycznia 1898 w Kuflewie, zginął w sierpniu 1944 w Warszawie) – działacz KPP, RRR-Ch „Młot i Sierp”, PPR, żołnierz GL, podporucznik AL, szef sztabu Okręgu GL Warszawa-Lewa Podmiejska, powstaniec warszawski, z zawodu szewc.
Brat Szczepana, skończył 3 klasy szkoły powszechnej, następnie terminował w Warszawie u szewca. 1919–1921 odbył służbę wojskową w Grudziądzu, potem wrócił do Warszawy, gdzie wstąpił do KPP. Później wyjechał do Inowrocławia, gdzie założył własny warsztat szewski i został sekretarzem komitetu miejscowego KPP. W 1927 był przez 4 miesiące więziony za działalność komunistyczną. Pod wpływem szykan władz opuścił Inowrocław i od 1934 działał we Włochach pod Warszawą, gdzie został do września 1939. W 1940 wstąpił do konspiracyjnej organizacji komunistycznej „Młot i Sierp”, a w 1942 do PPR. Organizował struktury partyjne i oddziały GL we Włochach i Ursusie. 1942–1943 był członkiem Komitetu Okręgowego (KO) PPR i (II–IX 1943) szefem sztabu dowództwa 2 Okręgu GL, później AL Warszawa Lewa Podmiejska. Brał udział w wielu akcjach, m.in. w nocy na 27 września 1943 w minowaniu torów kolejowych koło stacji Gołąbki pod Warszawą, i pracował przy wytwarzaniu materiałów wybuchowych. W jego mieszkaniu spotykali się członkowie okręgowego aktywu PPR oraz przedstawicieli KC PPR i Sztabu Głównego GL. We wrześniu 1943 uczestniczył w kursie I Instrukcyjnej Szkoły Saperstwa we Włochach. Poszukiwany przez gestapo, jesienią 1943 przeniósł się do Warszawy. Jako podporucznik zastępca dowódcy 3 kompanii III batalionu AL walczył w powstaniu warszawskim na Woli i Starym Mieście, gdzie zginął.